# Суксинги
Суксинги — озеро на территории Суккозерского сельского поселения Муезерского района Республики Карелии.

## Общие сведения
Площадь озера — 2,8 км², площадь водосборного бассейна — 23,7 км². Располагается на высоте 200,7 метров над уровнем моря.
Форма озера продолговатая: вытянуто с запада на восток. Берега каменисто-песчаные, местами заболоченные.
С северной стороны озера вытекает река Суксинга, правый приток реки Арянукс, втекающей с правого берега в реку Тумбу. Тумба ниже по течению меняет своё название на Сонго и далее течёт через цепочку озёр «Кяткиозеро (с притоком из озёр Кальгъярви и Пизанца) → Тумасозеро → Унутозеро → Сонго», в итоге впадая в озеро Селецкое.
С запада и юга от озера проходят просёлочные дороги.
Код объекта в государственном водном реестре — 02020001111102000007413.